# 드라콘
드라콘(고대 그리스어: Δράκων, 영어: Dracon, Draco)은 기원전 7세기 말 그리스 아테네 최초의 성문법 공포자이다. 기원전 621년경 시민의 권리와 의무를 규정한 그의 법은, 형벌에 있어 사소한 일에도 사형을 가하는 일이 많아 ‘피로 쓰여진 책’이라는 평을 받으며 가혹한 처벌로 후세에 유명하다. 이후 솔론법에 의해 살인에 대한 내용을 제외한 나머지는 폐지되었다. 그는 모살(謀殺)과 과실에 의한 살인을 구별하였으며, 4세기까지 이 조항은 계승되었다. 

## 같이 보기
- 고대 그리스의 법률
- 함무라비
- 잔인하고 비정상적인 형벌